# Liste der Stolpersteine in der Provinz Sevilla
Die Liste der Stolpersteine in der Provinz Sevilla enthält die Stolpersteine, die in der Provinz Sevilla in Spanien verlegt wurden. Stolpersteine sind ein Projekt des Künstlers Gunter Demnig. Sie erinnern an das Schicksal der Menschen, die von den Nationalsozialisten ermordet, deportiert, vertrieben oder in den Suizid getrieben wurden und liegen im Regelfall vor dem letzten selbstgewählten Wohnsitz des Opfers.
Die ersten Verlegungen in Spanien erfolgten am 9. April 2015 in Navàs. In der Provinz Córdoba fanden die ersten Verlegungen am 15. Mai 2021 in Puente Genil statt. Auf Spanisch werden sie piedras de la memoria (Erinnerungssteine) genannt.

## Verlegte Stolpersteine
Laut Angaben von Asociación Triángulo Azul Stolpersteine de Córdoba y Jaén, jener Organisation, die die meisten Verlegungen organisiert hat, lagen Ende 2024 insgesamt 200 Stolpersteine in Andalusien, die meisten davon in der Provinz Córdoba (168). Am Projekt beteiligt sind auch die Provinzen Granada (21), Cádiz (5), Málaga (3), Sevilla (2) und Jaén (1).

### La Campana
In La Campana wurde ein Stolperstein verlegt.
| Stolperstein | Übersetzung                                                                                               | Verlegeort                             | Name, Leben                      |
| ------------ | --- | -------------------------------------- | -------------------------------- |
|              | IN LA CAMPANA LEBTE ANTONIO CARO JIMENEZ GEBOREN 1917 DEPORTIERT 1941 MAUTHAUSEN ERMORDET 14.3.1942 STEYR | Calle Cerrillo / Cruz Verde La Campana | Antonio Caro Jiménez (1917–1942) |

### Fuentes de Andalucía
In Fuentes de Andalucía wurde ein Stolperstein verlegt.
| Stolperstein | Übersetzung | Verlegort                      | Name, Leben                        |
| ------------ | --- | ------------------------------ | ---------------------------------- |
|              | HIER LEBTE ANTONIO HIDALGO MORENO GEBOREN 1913 FESTGENOMMEN 27.1.1941 DEPORTIERT MAUTHAUSEN-GUSEN ERMORDET 19.12.1941 HARTHEIM | C. Sol 11 Fuentes de Andalucía | Antonio Hidalgo Moreno (1913–1941) |

## Verlegedaten
- 5. Mai 2023: La Campana
- 16. Mai 2024: Fuentes de Andalucía

Für 2025 kündigte die Asociación Triángulo Azul Stolpersteine de Córdoba y Jaén die Verlegung von weiteren 3 Stolpersteinen in Las Navas de la Concepción an.